# Huyendo conmigo de mí
Huyendo conmigo de mí es el sexto álbum de estudio de la banda Fito & Fitipaldis, grabado entre julio y septiembre de 2014, y publicado el 28 de octubre de 2014.

## Lista de canciones
1. Entre la espada y la pared (4:52)
2. Lo que sobra de mí (3:40)
3. Pájaros disecados (4:19)
4. Nos ocupamos del mar (4:44) [versión de Javier Krahe]
5. Nada de nada (4:20)
6. El vencido (4:17)
7. Garabatos (4:40)
8. Lo que siempre quise hacer (4:45)
9. Umore ona (3:53) [instrumental]
10. Después del naufragio (4:39)

## Personal
Fito & Fitipaldis
- Fito Cabrales: Voces, guitarra eléctrica
- Carlos Raya: Guitarra acústica, guitarra eléctrica, guitarra pedal steel, coros y producción
- Alejandro Climent "Boli": Bajo
- Daniel Griffin: Batería
- Joserra Senperena: Órgano hammond, armonio, piano

Personal adicional
- Joe Blaney: Ingeniero de sonido
- Jordi Cristau: Ingeniero de sonido
- Héctor Kaz: Productor adicional
- Pablo Pulido: Ingeniero asistente
- Omar Carrascosa: Ingeniero asistente
- Tyler Hartman: Asistente de mezclas
- Bob Ludwig: Ingeniero de masterización
- Javier Salas: Fotografía
- José Luis Mazarlo: Portada y dibujos
- Manuel Guio: Diseño
- Manolo del Campo: armónica
- Toni Jurado: percusión
- Josué García: trompeta
- David Carrasco: Saxofón barítono